# Оравски замък
Оравският замък (на словашки: Oravský hrad, още Замък „Орава“) е красив средновековен крепостен замък от 13 век, намиращ се над село Оравски подзамок, на около 10 километра от окръжния град Долни Кубин в Словакия. В продължение на столетия замъкът е бил седалище на графство Арва (област Орава) и, след като през 1968 година е обявен за музей и отворен за посещения, става една от най-популярните туристически дестинации в страната.

## Разположение и релеф
Замъкът е построен на скален масив, издигащ се на височина от 112 метра и увенчан с остри зъбери. Скалите са служели за естествена защита на замъка, който нито веднъж от основаването си не е бил превземан или унищожаван от въоръжени сили. Хълмът е заобиколен от река Орава и нейният десен приток Рацова.

## История
Околната местност и самият масив, на който е разположен замъкът, са били населени още от края на Каменната и началото на Бронзовата ера. На мястото, където днес се намират долната и средната част от замъка, са открити древни жилища, датирани към 1100 – 400 г. пр.н.е.
Замъкът е бил построен като административен център на Оравската област, но в него са намирали подслон и защита заможни търговци отправили се на път към Полша.
Първите писмени сведения за Оравския замък са от 1267 година, докогато той е собственост на зволенския род Балаша, но бива подарен на крал Бело IV и негови управители стават придворни кастелани. Към този момент замъкът е заемал съвсем малка площ в най-високата част на скалния масив и се е състоял от едва няколко каменни постройки. Днес тази част се нарича Цитаделата и впечатлява с издълбаното в скалата голямо водохранилище за дъждовна вода.
През 1298 година земите около замъка попадат под суверенната власт на Матуш Чак, чието владение е и разположената на днешната граница между Словакия и Унгария крепост Шомошка. През 1314 година обаче отново става кралско владение и минава на пряко подчинение на зволенските графове, най-изтъкнатият сред които бил мастер Донх.
От средата на 14 век до средата на 15 век замъкът често сменял кастеланите си и имената на повечето от тях представляват по-скоро догадка въз основа на индиректни споменавания, отколкото сигурни сведения: мастер Щефан от Щявница (1349-1354), кастелан Щефан от Кати (1355), Рудолф Кратцер (1358), Юрай и Детрик Бубек (1370), Ладислав и Ян Какаш де Каза (1380), Петер Перени (1382), мастер Якуб (1386), Микулаш Гара (1402), Стибор от Беков (1420), Микулаш Балицки (1437), Евен Ян Искра. През 1441 година кастелан става Петер Коморовски и първата му заповед е всички дървени части от конструкцията на замъка да се подменят с каменни. Той полага много грижи за укрепването на замъка и десет години по-късно с кралско дарение е направен и негов пълноправен собственик.
През 1474 година Коморовски продава Оравския замък на унгарския крал Матияш Хуниади-Корвин. Кралят взел мерки за допълнителната сигурност на крепостта и построил дворец на мястото, което днес заема средната част на замъка. Впоследствие, през 1482 година, Матияш подарява замъка на своя незаконен син Ян, но Ян е незаинтересован и го дава под наем на кастелана Хорват Кишович, който на свой ред предава управлението на граф Имрих Заполски, представител на една от най-могъщите аристократични фамилии в средновековна Унгария. Братът на Имрих, Щефан, притежавал десетки замъци и феоди, и с няколко интриги успял да завземе и Оравския замък.
През 1536 година замъкът и прилежащите му земи стават владение на Ян Дубовски, който предприел мащабно строителство и укрепление на фортификационната система. Построени били бастиони, втора порта и втори дворец с подвижен мост в средната част на замъка, който днес носи неговото име. След смъртта на Дубовски, замъкът се управлява от Вацлав Седлницки, а през 1556 година минава в ръцете на Франьо Турзо, представител на една от най-богатите унгарски фамилии през 15 и 16 век. Членовете на фамилията били лихвари и индустриалци и най-вече проницателни търговци, и си давали сметка за голямото значение и нуждата от безопасност на търговския път към Полша, минаващ по течението на Орава през Татрите. Между 1556 и 1621 година отново били предприети строителни и ремонтни работи: в скалния масив били прокопани изба и 90-метров кладенец, осъвременена била защитната система на долния замък, а в средната част бил построен нов дворец и параклисът „Свети Михал“ (през 1610-1611). През 1606 година фамилията Турзо получава замъка като кралско дарение, а три години по-късно Юрай Турзо бил назначен за гуверньор на Унгарското кралство. След смъртта му през 1616 година фамилният феод и титлата граф на Орава получава неговият наследник Имрих, но той умира млад през 1626 година без да остави потомство. Така огромните владения на Юрай Турзо се наследяват от неговите седем дъщери и техните съпрузи. Те сключват семеен съюз и избират помежду си управители на земите и замъците. Първи управител в продължение на над 20 години става Гаспар Илесхази.
През 17 век в Оравския регион настъпват смутни времена: заради въстанията срещу Хабсбургите в района трайно се настаняват въоръжени сили, които плячкосват домовете на крепостните селяни. През 1672 година в Орава избухва мащабно селско въстание под водачеството на Гаспар Пика, в резултат на което Оравският замък също е обсаден. Въстанието е жестоко потушено, Пика и още 24 селски наместници от земите на Липтов и Орава са побити на кол, обезглавени или обесени. През 1683 година отправилите се на война с Османската империя войски на Ян Собиески минават през Орава и изгарят до основи 25 села. Ново селско въстание избухва в 1774 година.
През 18 век Оравският замък започва постепенно да губи своето някогашно значение и да се обезлюдява. Още в 1800 година настъпва най-тежкото бедствие в историята на замъка, когато избухва голям пожар в средната и долната му част. След пожара се взема решение да се реконструира само най-долната част от замъка, а по средната и горната част се работи едва 60 години по-късно. През 1868 година занемарените части от комплекса дават подслон на една от първите музейни сбирки на Словакия, спонсорирани от Антони Коциян, Йозеф Грубер, Микулаш Кубини и Уилям Роуланд.
В края на 19 век под управлението на Йозеф Палфи в замъка настъпват някои архитектурни реконструкции. Между 1898 и 1914 година са възстановени готическите орнаменти на дворците в средната част и е подновена мебелировката в помещенията. Интензивни реставрационни дейности започват едва след 1948 година. През 1953 година е взето решение в Дубовския дворец да се помести Всеоравският природоисторически музей, който отваря врати през 1968 година. От 1955 година, наред с учредяването на етнографска сбирка, се извършват и систематични археологически разкопки и проучвания и образците от тях също са събрани в музейна колекция. В началото на 1970-те години за посещение е отворена най-високо разположената част на замъка – Цитаделата, а в 1981 година е отворен достъпът и до тъмниците на крепостта, в които е представена експозиция от средновековни инструменти за мъчение и смърт.